# Notonecta insulata
Notonecta insulata är en insektsart som beskrevs av Kirby 1837. Notonecta insulata ingår i släktet Notonecta och familjen ryggsimmare. Inga underarter finns listade i Catalogue of Life.